# 小比内
小比内（さんぴない）は、青森県弘前市の地名。郵便番号は036-8102。

## 地理
青森県道128号松木平撫牛子停車場線沿い、弘南鉄道弘南線弘前東高前駅・運動公園前駅の沿線の町で、北は豊田、西は川先、南は門外、東は扇町に接する。

### 小字
小字名として狐森・福田萢（ふくだやち）がある。福田萢は飛地で位置し、運動公園をはさんだ弘前バイパス沿いにあり、高田に接する。狐森も飛地で、扇町の南に位置。

## 歴史

### 地名の由来
南北朝時代から見える村名で、「小比内」は「佐比内」や「左比内」とも書いた。昔の読み方はすべて「さひない」。江戸初期以前に村は上小比内と下小比内2つの区画に分けられ、前者が小比内村（さんぴない）、後者は外崎村（とのさき）に改称になったという。「さひない」「さんぴない」とも由来は不明だが近県に同名地名や似た地名があることからその移住者との関係性も臆測される。

### 沿革
- 1889年（明治22年）～現在 - はじめは豊田村の一部で、のちに弘前市大字小比内一～五丁目になる。
- 1891年（明治24年） - 当時の記録では、人口580・戸数71・厩35であった。
- 1975年（昭和50年） - 一部が外崎三丁目になる。
- 1976年（昭和51年） - 一部が外崎五丁目になる。
- 1977年（昭和52年） - 一部が高田一丁目になる。

## 世帯数と人口
2017年（平成29年）6月1日現在の世帯数と人口は以下の通りである。
| 丁目         | 世帯数  | 人口    |
| ------------ | ------- | ------- |
| 小比内一丁目 | 229世帯 | 476人   |
| 小比内二丁目 | 77世帯  | 202人   |
| 小比内三丁目 | 93世帯  | 214人   |
| 小比内四丁目 | 152世帯 | 369人   |
| 小比内五丁目 | 325世帯 | 804人   |
| 計           | 876世帯 | 2,065人 |

| 小字   | 世帯数 | 人口 |
| ------ | ------ | ---- |
| 狐森   | -      | -    |
| 福田萢 | -      | -    |
| 計     | 7世帯  | 17人 |

## 交通
- 弘南バス
  - 小比内五丁目、大清水一丁目、小比内東口、第五中校入口、中央小比内（弘前駅・小比内経由 - さくら野弘前店）停留所。
  - 小比内五丁目、大清水一丁目、小比内東口、五中校前、小比内四丁目、小比内団地（弘前駅・川先経由 - さくら野弘前店）停留所。

## 施設

### 教育
- 光成会大東保育園
- 弘前医療福祉大学
  - 弘前医療福祉大学短期大学部

### 医療
- よし接骨院
- 工藤接骨院

### 商業
- さとちょう小比内店
- 石岡屋根トタン店
- (有)清野製粉
- 小比内農業研修会館
- 青森県トラック協会弘前支部

## 小・中学校の学区
市立小・中学校に通う場合、学区は以下の通りとなる。
| 町丁         | 小字・番地 | 小学校             | 中学校             |
| ------------ | ---------- | ------------------ | ------------------ |
| 小比内       | 狐森       | 弘前市立堀越小学校 | 弘前市立第五中学校 |
| 小比内       | 福田萢     | 弘前市立豊田小学校 | 弘前市立第五中学校 |
| 小比内一丁目 | 全域       | 弘前市立豊田小学校 | 弘前市立第五中学校 |
| 小比内二丁目 | 全域       | 弘前市立豊田小学校 | 弘前市立第五中学校 |
| 小比内三丁目 | 全域       | 弘前市立豊田小学校 | 弘前市立第五中学校 |
| 小比内四丁目 | 全域       | 弘前市立豊田小学校 | 弘前市立第五中学校 |
| 小比内五丁目 | 一部       | 弘前市立豊田小学校 | 弘前市立第五中学校 |
| 小比内五丁目 | 一部       | 弘前市立堀越小学校 | 弘前市立第五中学校 |